# 아쿠다마 드라이브

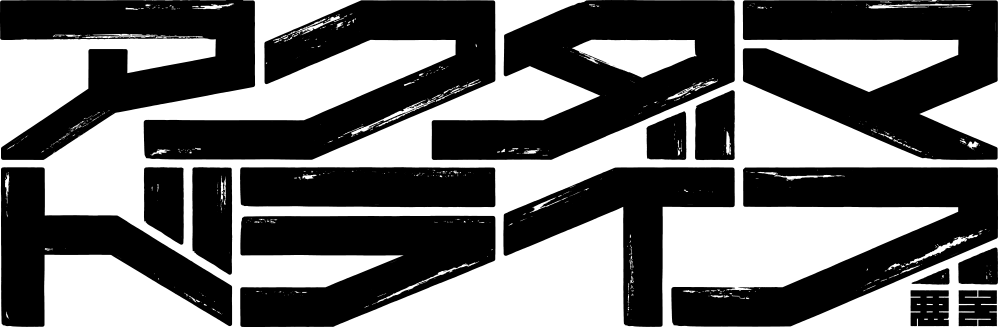

《아쿠다마 드라이브》(アクダマドライブ)는 스튜디오 피에로에서 일본의 애니메이션이다. 2020년 7월부터 방영될 예정이였으나, 신종 코로나바이러스의 감염에 우려로 인해 정기되었다. 이후, 동년 10월부터 변경되어 12월까지 방영되었다.
전쟁으로 인해 분열돼 칸토우의 속국이 된 칸사이를 무대로 「아쿠다마」로 불리는 범죄자들의 모습이 그려지는 오리지널 애니메이션 작품.

## 줄거리
아쿠다마(범죄자)들의 크라임 액션 개막!
먼 옛날 칸토과 칸사이 간에 전쟁이 일어나 세계는 분열되었다. 칸사이는 칸토의 속국이 되었고 독자적인 발전을 이룩했다. 하지만, 정치와 경찰력은 쇠퇴하여 범죄가 횡행. 그 범죄자를 '아쿠다마'라고 부른다.
이 작품의 무대가 되는 것은 고도로 발달했지만 왜곡된 사회. 그 속에서 아쿠다마들은 어떻게 나 자신으로 존재하려 하는가. 한자리에 모인 아쿠다마들의 미학이 충돌한다....